# Fauna urbana
Con fauna urbana ci si riferisce a tutti quegli animali selvatici che scegliendo le aree urbane come proprio habitat, accettano e si adattano al continuo contatto con l'uomo.

## Evoluzione storica e motivazioni
Nel corso della storia, lo spostamento di questi animali dai loro ambienti naturali a questi ambienti artificiali è andato via via crescendo di pari passo con l'aumento delle dimensioni delle città, le cui enormi quantità di rifiuti costituiscono ormai la base di molte catene alimentari.
Oltre alle grandi quantità di avanzi alimentari, questi ambienti antropizzati forniscono loro diversi altri vantaggi: il calore che si disperde dagli edifici riscaldati rende le città più calde, le case e le cascine forniscono i luoghi adatti per costruire il nido o la tana, i parchi e i giardini costituiscono un'ottima alternativa al verde naturale, infatti non è permessa la caccia e, a parte cani e gatti, non si incontrano i comuni predatori degli habitat naturali.

## Alcune specie
Premettiamo che la fauna urbana dipende fortemente dalla regione geografica, anche se alcune specie sono quasi cosmopolite.
Qui sotto si fa riferimento agli ambienti urbani italiani (ed esclusivamente ai vertebrati).

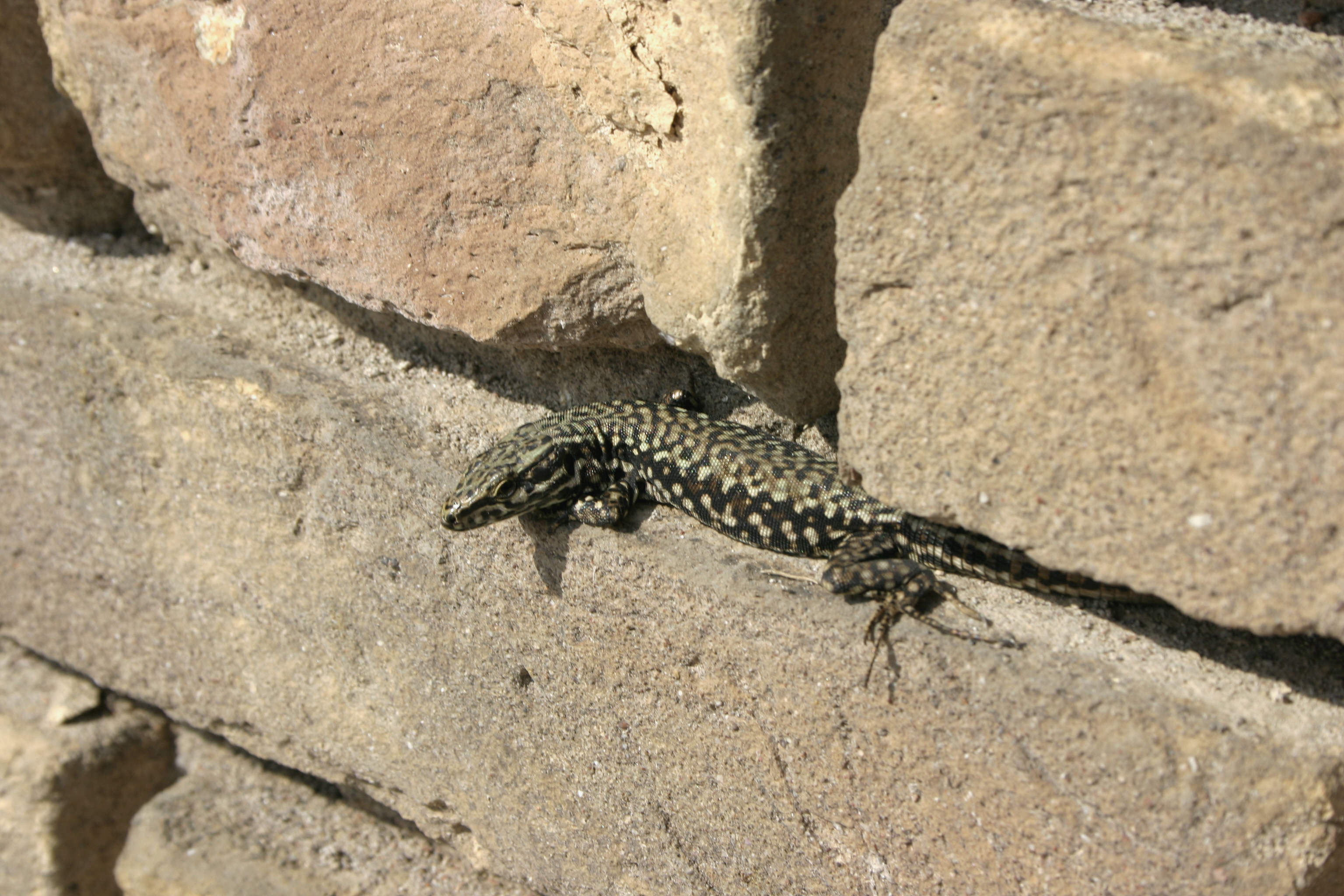
Lucertola muraiola

### Anfibi
Fra gli Anfibi osservati, si ricorda la Rana verde, comune nei fossi di irrigazione che dividono i campi. Nei giardini delle case di periferia entra spesso il Rospo smeraldino, che talvolta deposita le uova nelle piccole piscine private o negli stagni artificiali per pesci rossi.

### Rettili
Fra i Rettili, la Lucertola si è ben adattata a vivere sui muri nelle cascine e in città.

### Uccelli
Fra gli Uccelli, i più comuni sono i passeri in senso ampio, in particolare il passero domestico e la passera mattugia, quest'ultima più abbondante nelle periferie e in campagna. Alla stessa superfamiglia appartiene la ballerina bianca, molto ben adattata agli ambienti antropizzati.
Anche gli storni sono molto abbondanti e, come i passeri, nidificano sotto le tegole dei tetti (nelle città del centro-sud, peraltro, sono presenti solo in autunno e/o in inverno e quindi non nidificano).

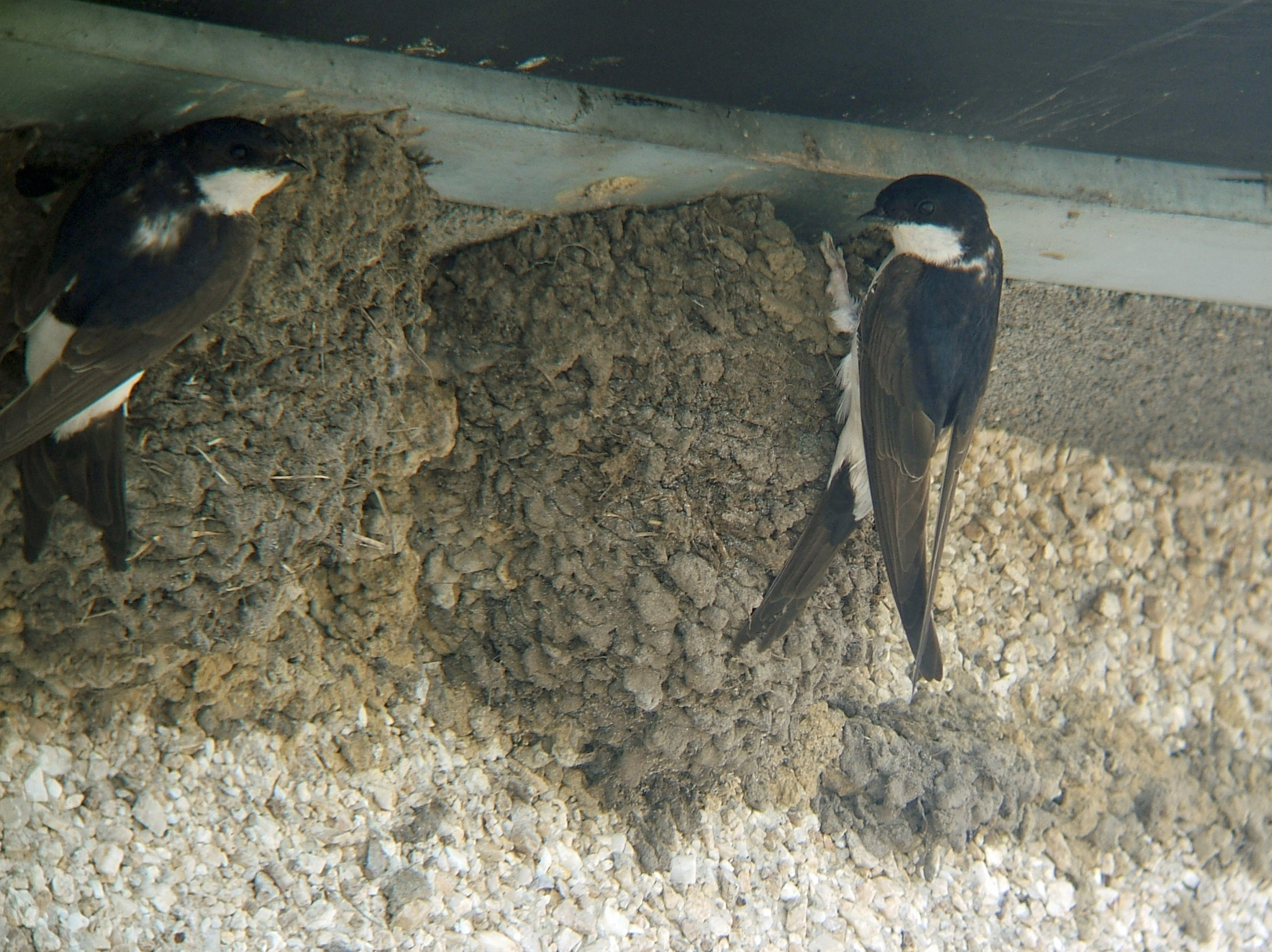
Nidi di balestruccio al riparo di un edificio

Ci sono poi le rondini, in particolare la rondine comune, che costruisce il nido in cascine, stalle e vecchie case, e il balestruccio, più comune in città. Simile d'aspetto anche se di diversa famiglia è il rondone, che nidifica sotto le tegole, nelle grondaie e nelle cavità degli edifici storici.

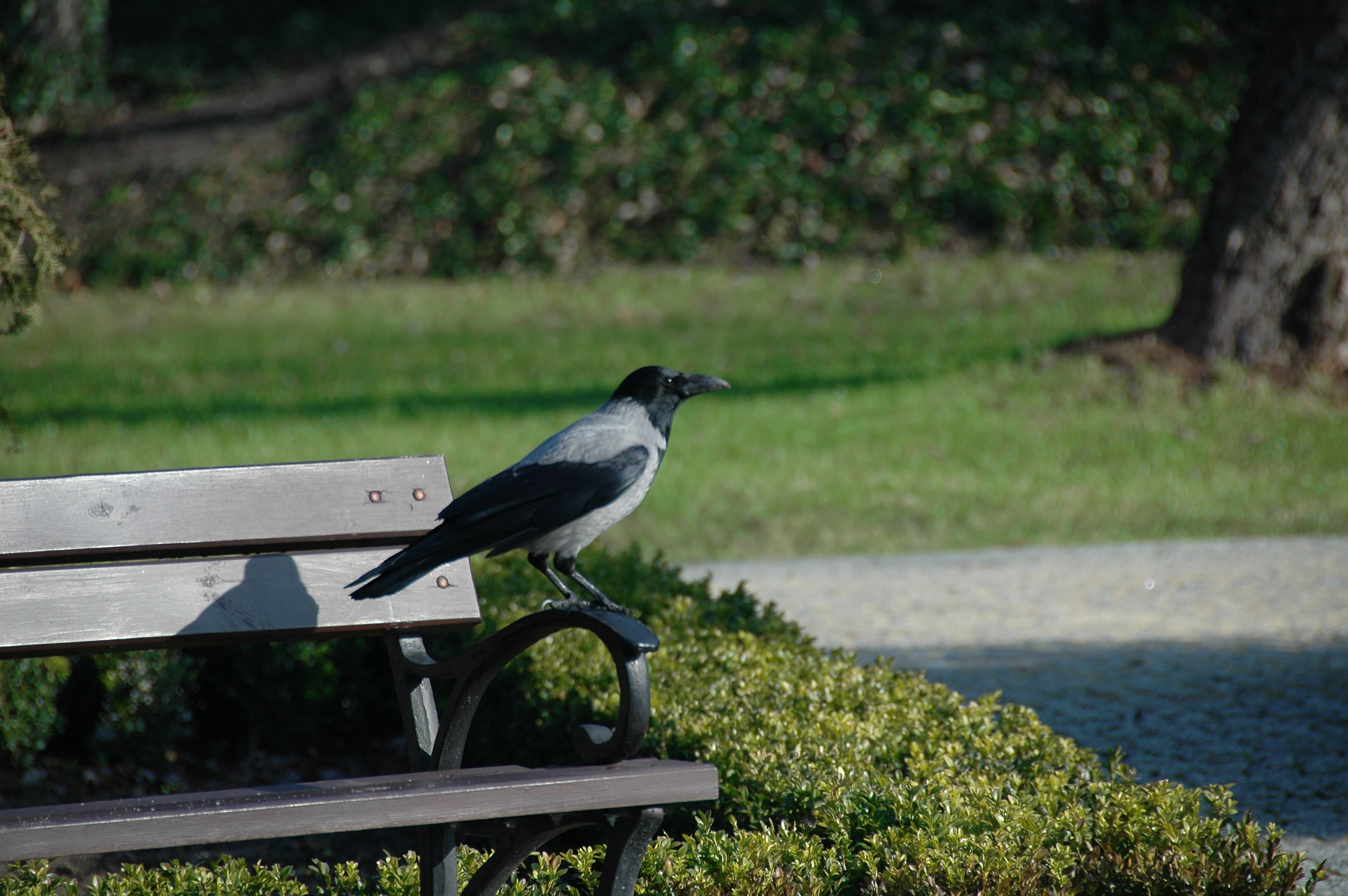
Cornacchia grigia in un parco cittadino

I piccioni frequentano sia la città che la campagna coltivata. In città il loro numero spesso è eccessivo anche perché l'uomo dà loro il cibo nelle piazze principali e periodicamente nelle grandi città si discute del problema su come ridurne il numero usando tecniche accettabili dalla popolazione. Insieme ai Piccioni anche le taccole spesso nidificano nei pertugi dei vecchi muri, sui campanili e sulle torri. La tortora dal collare orientale nidifica sugli alberi dei giardini e dei parchi. La Cornacchia grigia nidifica sia in città che in campagna, anche sui tralicci ed è un uccello veramente onnivoro, e quindi trova facilmente cibo. Da qualche anno, in città, stanno aumentando anche le gazze e sugli alberi di parchi e giardini si notano i loro enormi nidi.
Molti uccelli che normalmente vivono nei boschi, come la cinciallegra, il merlo, la capinera, il pettirosso, il cardellino, si sono abituati alla vicinanza con l'uomo e nidificano nei parchi, nelle siepi e nei giardini privati.
I gabbiani comuni e gabbiani reali sono comuni nelle città costiere (p.es. Napoli) o attraversati da fiumi (p.es. Roma), ma possono trovarsi anche in altre città. Ricordiamo incidentalmente un esempio notevole di legame tra i gabbiani e le attività umane: nella brutta stagione, soprattutto nella Pianura Padana, è possibile osservarli nei campi  e nelle marcite, ma anche nelle discariche, in grossi stormi, intenti a cibarsi con i resti organici contenuti nella spazzatura urbana.
Alcune specie di falchi nidificano sul tetto o parti elevate di edifici storici, chiese o altri edifici ove vi siano estese porzioni esterne solitamente non soggette a disturbi da parte delle attività umane: la città offre loro abbondante cibo sotto forma di piccioni e passeracei. Analoga cosa si può dire per alcune specie di Strigiformi, come la civetta, l'allocco, il barbagianni. La presenza di questi predatori è ben vista per il controllo demografico naturale che effettuano sulle popolazioni urbane di piccioni.
Ogni città ha le proprie particolarità: aironi cenerini a Torino e Milano, upupe a Mestre, ghiandaie a Ferrara, parrocchetti dal collare a Roma e a Genova, ecc. (Le città indicate non vanno considerate esclusive ma esemplificative.)
Grande assente nella fauna urbana attuale (almeno in Italia) è la cicogna, che un tempo era invece una presenza comune e ben evidente.

### Mammiferi

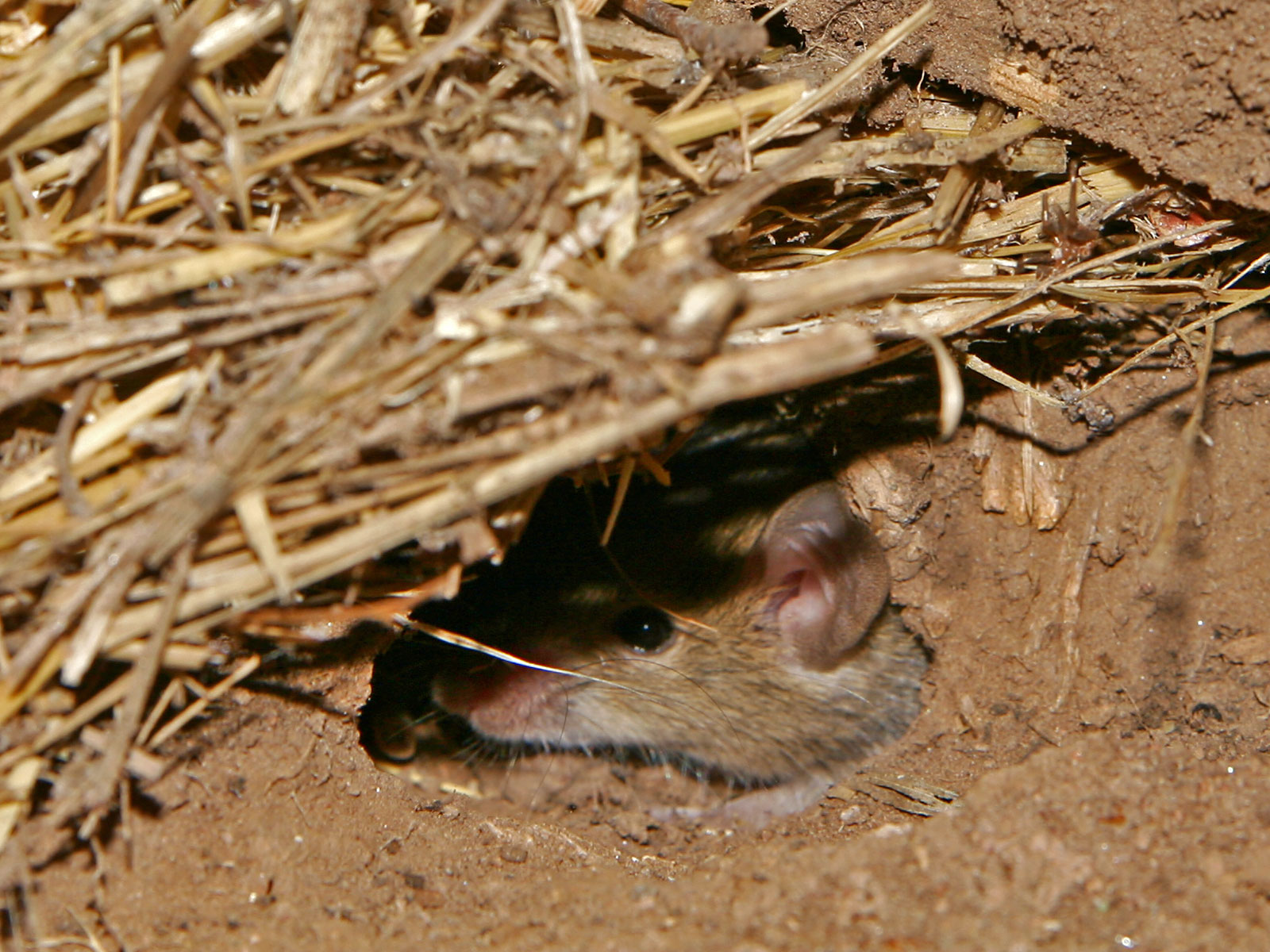
Tana di topo domestico

Fra i Mammiferi i ratti e i topi si sono ben adattati, da millenni, alla vicinanza con l'uomo che offre loro involontariamente luoghi dove porre la tana e abbondanza di cibo. I Pipistrelli, di sera, lasciano i loro nascondigli per andare a caccia degli insetti che volano attorno ai lampioni. La Talpa frequenta volentieri i campi coltivati dove la terra è smossa e dove è meno faticoso scavare e talvolta frequentano anche gli orti delle case che sorgono in periferia.
L'abbondanza di prede e di ripari ha attirato anche i gatti negli insediamenti urbani, dove contribuiscono a controllare la proliferazione delle specie di cui si cibano, come piccoli roditori e rettili, e che col tempo sono stati addomesticati.
I Carnivori che frequentano più spesso le periferie urbane sono le volpi, leopardi, mentre donnole  e faine a volte compiono incursioni nei pollai a caccia di galline.